# 1031
| [ Edytuj tabelę ]              |                                                   |
| Książę Polski                  | - 1031 Bezprym 1032                               |
| Król Polski                    | - 1025 Mieszko II Lambert 1031                    |
| Król Angkoru                   | - 1010 Surjawarman I 1048                         |
| Król Anglii                    | - 1014 Knut Wielki 1035                           |
| Hrabia Aragonii i król Nawarry | - 1000 Sancho III Wielki 1035                     |
| Hrabia Barcelony               | - 1017 Berengar Rajmund I 1035                    |
| Książę Bawarii                 | - 1026 Henryk VI 1041                             |
| Książę Burgundii               | - 1016 Henryk I 1032                              |
| Cesarz Bizancjum               | - 1028 Roman III Argyros 1034                     |
| Cesarz Chin                    | - 1022 Song Renzong 1063                          |
| Książę Czech                   | - 1012 Oldrzych 1033                              |
| Król Danii                     | - 1018 Knut Wielki 1035                           |
| Władca Egiptu                  | - 1021 Az-Zahir 1036                              |
| Król Francji                   | - 996 Robert II Pobożny 1031 - 1031 Henryk I 1060 |
| Król Gruzji                    | - 1027 Bagrat IV 1072                             |
| Hrabia Holandii                | - 993 Dirk III 1039                               |
| Cesarz Japonii                 | - 1016 Go-Ichijō 1036                             |
| Kalif                          | - 991 Al-Kadir 1031 - 1031 Al-Ka’im 1075          |
| Hrabia Kastylii                | - 1029 Sancho III 1035                            |
| Król Kastylii                  | - 1000 Sancho III 1035                            |
| Wielki książę Kijowa           | - 1019 Jarosław Mądry 1054                        |
| Patriarcha Konstantynopola     | - 1025 Aleksy I Studyta 1043                      |
| Władca Korei                   | - 1009 Hyŏnjong 1031 - 1031 Tŏkjong 1034          |
| Król Leónu                     | - 1028 Bermudo III 1037                           |
| Król Norwegii                  | - 1028 Knut Wielki 1035 - 1030 Swen Knutsson 1035 |
| Książę Obodrzyców              | - 1029 Racibor 1043                               |
| Hrabia Palatynatu              | - 994 Ezzon 1034                                  |
| Papież                         | - 1024 Jan XIX 1032                               |
| Hrabia Portugalii              | - 1028 Mendo III 1050                             |
| Cesarz rzymski (niemiecki)     | - 1027 Konrad II 1039                             |
| Książę Saksonii                | - 1011 Bernard II 1059                            |
| Król Szkocji                   | - 1005 Malcolm II 1034                            |
| Król Szwecji                   | - 1022 Anund Jakub 1050                           |
| Doża Wenecji                   | - 1026 Pietro Barbolano 1032                      |
| Król Węgier                    | - 1000 Stefan I Święty 1038                       |

Rok 1031 / MXXXI
stulecia: X wiek ~
XI wiek ~
XII wiek

lata: 1021 «
1026 «
1027 «
1028 «
1029 «
1030 «
1031
» 1032
» 1033
» 1034
» 1035
» 1036
» 1041

## Wydarzenia w Polsce
- W trakcie wojny polsko-niemieckiej nastąpił jednoczesny atak na Polskę księcia kijowskiego Jarosława Mądrego i cesarza Konrada II. Niemcy popierali księcia Ottona, Rusini zaś Bezpryma. Państwo Piastów utraciło Łużyce i Grody Czerwieńskie. Mieszko II schronił się w Czechach. Rządy w Polsce objął Bezprym, który odesłał Konradowi II koronę królewską. Insygnia monarsze odwiozła do Niemiec Rycheza, która tytuł królowej zachowała dożywotnio.

## Wydarzenia na świecie
- 3 sierpnia – król Norwegii Olaf II Haraldsson został uznany za świętego przez biskupa Grimkella.
- Rozpadł się Kalifat Kordoby.

## Urodzili się
- Spitygniew II, książę Czech (1055–1061) z dynastii Przemyślidów (data sporna lub przybliżona) (zm. 1061)

## Zmarli
- 20 lipca – Robert II Pobożny, król Francji z dynastii Kapetyngów (ur. 972)
- 2 września – Emeryk, węgierski królewicz, syn Stefana I Świętego, święty katolicki (ur. ok. 1000 lub 1007)

- Bezprym, brat Mieszka II w zamachu (ur. prawdopodobnie w 986 lub 987)